# Pseudophryne corroboree
A Pseudophryne corroboree a kétéltűek (Amphibia) osztályának békák (Anura) rendjébe, a Myobatrachidae családba, azon belül a Pseudophryne nembe tartozó faj.

## Előfordulása
Ausztrália endemikus faja. Új-Dél-Wales államban, az ausztráliai Alpokban, az Ausztráliai fővárosi terület (ACT) határának közelében a Kosciusko Nemzeti Parkban és a Brindabella-hegységben honos 1300–1760 m-es tengerszint feletti magasságban. Élőhelye a magasan fekvő alpesi vidékre és annak tőzegmoha mocsaraira terjed ki, jellemzően Poa caespitosa lágyszárú perjeféléket, erdőket (általában eukaliptusz) és nedves, tőzegmohával borított pusztát vagy mocsarat foglal magában. Az erdőhatár alatt a békák kövek vagy kidőlt fatörzsek alatt vagy a növényzetben, az erdőhatár felett a füves mocsárréteken élnek. A szaporodási időszakban a hímek a téli esők idején elárasztott tőzegmohalápokban található odúkban húzódnak meg, a szaporodási időszakon kívüli élőhelyet pedig elsősorban erdők és puszták alkotják.

## Megjelenése
Kis termetű békafaj, hossza elérheti a 3 cm testhosszúságot. A hátán feltűnő, nagyon jellegzetes, élénksárga és fekete csíkozású, a végtagokra is kiterjedő mintázatot visel. A hasa fekete, fehér vagy sárga márványozással. Pupillája  és az írisz fekete. Ujjai között nincs úszóhártya, ujjai végén nincsenek korongok.

## Nevének eredete
A faj nevét az ausztrál őslakosok által a Corroboree (az őslakók ünnepe, fesztiválja) alkalmával viselt öltözékre emlékeztető háti mintázata miatt kapta.

## Életmódja
Életciklusa meglehetősen szokatlan. Csak nyáron szaporodik, hogy elkerülje a magas hegység szélsőséges éghajlati viszonyait. Az egész nyáron át tartó költési időszakban a hímek kamrafészket építenek a költőhelyükön található fűben és mohában. A hímek ezután énekléssel versengenek a nőstényekért. Amíg a nőstény a hím fészkében mintegy 26 petét rak le, a hím megragadja a nőstényt, és közvetlenül a petékre helyezi spermáját. A fészket a többi Pseudophryne fajhoz hasonlóan a hím őrzi. Az ebihalak hossza elérheti a 3 cm hosszúságot, színük fekete, apró ezüstös foltokkal. Az ebihalak kifejlődésük után akár 7 hónapig is a peték védőburkában maradnak, amíg az őszi esőzések vagy a tavaszi olvadás el nem árasztja őket. A fiatal egyedek ezután kikelnek, és átalakulnak kifejlett békává, majd néhány hónapig a nedves növényzetben maradnak.
Táplálékukat főként apró gerinctelenek, például hangyák alkotják. Nemrégiben fedezték fel, hogy képesek mérgező alkaloidokat termelni, amelyeket aztán a bőrükből választanak ki a ragadozók elleni védekezésként.

## Természetvédelmi helyzete
A vörös lista a súlyosan veszélyeztetett fajok között tartja nyilván. Populációja erősen csökken, elterjedési területe kis méretű. Populációjának csökkenését számos okra vezetik vissza, ilyen például élőhelyének pusztulása a szabadidős terepjáró-használat miatt; a síközpontok fejlesztése; az elvadult állatok okozta fenyegetés; a békák élőhelyének romlása; a Délkelet-Ausztrália nagy részét sújtó hosszan tartó aszályos időszak; és az ózonréteg csökkenése miatt megnövekedett UV-sugárzás. Az aszály úgy hat a fajra, hogy kiszárítja a szaporodóhelyeiket, így a szaporodási ciklus, amelyet az évszakok váltakozásai indítanak el, és amelyhez a mocsarak őszi és tavaszi nedvesítésére lehet szükség, hogy a párzási ciklus beinduljon, késik. Ez azt jelentheti, hogy az ebihalak nyár végére, amikor a mocsarak kiszáradnak, még nem alakultak át, és így elpusztulnak. Maguk a mocsarak is nyilvánvalóan szárazabbak a szokásosnál. A 2003 januárjában Victoria állam és Új-Dél-Wales magashegységben pusztító súlyos bozóttüzek elpusztították a békák megmaradt élőhelyeinek nagy részét, különösen a szaporodóhelyeket és a telelő felnőtteket szigetelő levélaljzatot. A tűz szinte a faj összes élőhelyét érintette, bár a közelmúltban végzett felmérések azt mutatták, hogy a tűz a vártnál kisebb mértékű állománycsökkenést eredményezett.
Az Amphibian Research Centre már belekezdett egy mentési programba, amelynek keretében petéket gyűjtöttek be, és azokat késői ebihal stádiumig nevelték, majd visszajuttatták a lehető legközelebb a gyűjtési helyükhöz. Jelenleg kutatások folynak a fogságban történő szaporításról, valamint arról, hogy melyik életciklus-szakasz – a pete, az ebihal vagy a kifejlett egyed – ígéri a legjobb túlélési esélyeket a vadonba való visszatérés után. Az Ausztráliai fővárosi terület, Új-Dél-Wales és Victoria nemzeti parkjainak hatóságai védelmi fajmegőrzési programokat dolgoztak ki, beleértve a fogságban történő tenyésztési programot Tidbinbillában, a sydney-i Taronga Állatkerben, valamint a Melbourne-i Állatkert healesville-i menedékhelyén.